# Мухниці-Нові
Мухниці-Нові (пол. Muchnice Nowe) — село в Польщі, у гміні Стшельці Кутновського повіту Лодзинського воєводства.
Населення — 267 осіб (2011).
У 1975-1998 роках село належало до Плоцького воєводства.

## Демографія
Демографічна структура станом на 31 березня 2011 року:
|          | Загалом | Допрацездатний вік | Працездатний вік | Постпрацездатний вік |
| -------- | ------- | ------------------ | ---------------- | -------------------- |
| Чоловіки | 136     | 21                 | 91               | 24                   |
| Жінки    | 131     | 23                 | 67               | 41                   |
| Разом    | 267     | 44                 | 158              | 65                   |